# Thomas Gainsborough
Thomas Gainsborough (Sudbury, 14 maggio 1727 – Londra, 2 agosto 1788) è stato un pittore inglese, attivo soprattutto come ritrattista e paesaggista.

## Biografia
Thomas Gainsborough nacque a Sudbury, nel Suffolk, il 14 maggio 1727. Figlio del mercante di tessuti John, e di Mary, sorella del reverendo Humphrey Burroughs, nonché fratello del ministro, inventore ed ingegnere Humphrey Gainsborough trascorse la fanciullezza insieme ai fratelli John e Humphrey in quella che oggi è la Gainsborough's House: già dai primi anni respirò un'atmosfera satura di arte, tanto che in questo periodo realizzò numerosi disegni, tutti a tema paesaggistico. Compiuti 14 anni nel 1740, Gainsborough fu mandato a Londra, dove prese probabilmente lezioni da Hubert-François Gravelot e da Francis Hayman, che gli insegnarono l'importanza delle finezze grafiche e ne rafforzarono la predisposizione artistica, il talento e l'interesse per la natura.
In quest'epoca si invaghì di una donna, tale Margaret Burr, a tal punto da farla sua sposa pur avendo egli soltanto diciannove anni: i due, infatti, si unirono in matrimonio nel 1746. Questo, tuttavia, non fu un periodo felice per Gainsborough: i suoi dipinti non riscuotevano successo, e la situazione economica si era fatta a dir poco catastrofica.
Per sopperire alla mancanza di denaro i due coniugi nel 1748-1749 fecero ritorno nel Suffolk per tentare di vendere più opere, e da lì si trasferirono dapprima a Ipswich (stavolta insieme alle due figlie appena nate), ove ebbe come protettore Philip Thicknesse, e poi nel 1759 a Bath, dove rimase fino al 1774.
È questo il periodo più felice della sua produzione artistica, tanto che eseguì numerosi ritratti dei vari dandy che si recavano alla stazione termale locale; nel 1768 fondò addirittura la Royal Academy of Arts, esponendovi proprie tele alle mostre degli anni 1769, 1770, 1771 e 1772.
In seguito ad un'aspra disputa sorta col Thicknesse, anch'egli facente parte dei primi trentasei soci dell'Accademia, nel 1774 Gainsborough si trasferì a Londra, dove assunse il ruolo di pittore preferito del re e della corte e, quindi, di ritrattista di corte. Dal 1784 si acuirono le divergenze con l'Accademia, già iniziate nel 1773; esposti gli ultimi lavori nelle mostre dal 1777 al 1782, Gainsborough cessò definitivamente le proprie attività all'interno della Royal Academy, decidendo di esporre le sue opere nel suo studio privato.
Tre anni dopo si ammalò di cancro, che lo condusse alla morte l'anno successivo: Thomas Gainsborough spirò il 2 agosto 1788, all'età di 61 anni. Oggi le sue spoglie riposano nella chiesa di Sant'Anna, a Kew, nel Surrey, al fianco del famoso botanico Francis Bauer.

## Stile e produzione pittorica
Gainsborough è ricordato dallo storico d'arte Michael Rosenthal come «uno degli artisti più esperti e, al contempo, dediti alla sperimentazione dei suoi tempi». L'artista era noto per la velocità alla quale dipingeva le proprie tele, attingendo direttamente dal vero, mediante l'osservazione della natura, e rigettando categoricamente il freddo accademismo: la sensibilità quasi poetica dei suoi lavori è tale che fece affermare a John Constable: «guardando le opere di Gainsborough, i nostri occhi si commuovono riempiendosi di lacrime, senza sapere esattamente perché questo avviene». Fu lo stesso Gainsborough a sottolineare il proprio entusiasmo per la pittura paesaggistica: «sono stanco dei ritratti, e desidero ardentemente [...] passeggiare per qualche bel villaggio, dove posso dipingere paesaggi ed apprezzare la bellezza della vita, agevolmente, e quietamente». In effetti, seppur non di rado realizzava ritratti per guadagnarsi da vivere, l'artista preferiva la pittura di paesaggio: rarissime, invece, sono le pitture a soggetto (di cui l'unico esemplare è l'incompleto Diana e Atteone).
La produzione pittorica di Gainsborough è per il resto scandita in tre periodi: quelli corrispondenti ai soggiorni in Suffolk e a Bath ed infine quello londinese. Tra le opere più note della giovinezza vi sono i ritratti di Joshua Kirby e della moglie, e i ritratti non finiti delle sue figlie; in queste opere emerge la maniera di Godfrey Kneller, proseguita poi da Fayman e Hogarth. I paesaggi (in particolare, degno di nota è Il bosco di Cornard nel Suffolk) sono invece realizzati sul tipo degli olandesi Jacob van Ruisdael e Wynants.
Al successivo soggiorno a Bath, nella piena maturità artistica del Gainsborough, risalgono il Sagrestano, il ritratto di Mrs. Graham, i ritratti di Elisabetta e di Maria Linley (1772?) e di Samuele Linley, il Ragazzo Azzurro ed il celebre Carro del Mercato, oggi esposto alla National Gallery di Londra. Peculiarità delle anzidette opere sono «la grazia un po' femminile e le qualità liriche» che ricordano molto da vicino le tele di Van Dyck e Fragonard.
I lavori del periodo londinese differiscono da quelli precedenti per una «maggiore fluidità coloristica»: degni di nota sono Il duca e la duchessa di Cumberland in Kew Gardens, Mrs. Siddons, Il passeggio pubblico (The Mall), Musidora bathing her feet, Mrs. Moody e i suoi bambini, e L'Abbeveratoio (The Watering Place).
(Popham)